# Johan Gustaf von Knorring
Johan Gustaf von Knorring, född 17 oktober 1801, död 13 september 1846 i Sankt Petersburg i kejsardömet Ryssland, var en svensk konstnär. 
Han var son till löjtnanten Bengt Otto von Knorring och Märta Bose och från 1830 gift med Frederike Louise Fehrnmann. Knorring var huvudsakligen verksam som heraldisk konstnär i Ryssland där han anlitades av den ryska adeln.